# بخش بیرفیلد (شهرستان پری، اوهایو)
بخش بیرفیلد (به انگلیسی: Bearfield Township) یک منطقهٔ مسکونی در ایالات متحده آمریکا است که در شهرستان پری، اوهایو واقع شده‌است.
 بخش بیرفیلد ۷۱٫۵ کیلومتر مربع مساحت و ۱٬۴۱۲ نفر جمعیت دارد و ۲۶۲ متر بالاتر از سطح دریا واقع شده‌است.